# Ila Ray Hadley
Ila Ray Hadley (Renton, Washington, 18 de setembro de 1942 – Berg-Kampenhout, Bélgica, 15 de fevereiro de 1961) foi uma patinadora artística americana, que competiu nas duplas e na dança no gelo. Ela conquistou três medalhas no campeonato nacional americano (peltre em 1959, bronze em 1960, e prata em 1961) e terminou na quarta posição no Campeonato Norte-Americano em 1961 com seu parceiro e irmão Ray Hadley, Jr.. Ila e Ray Hadley disputaram os Jogos Olímpicos de Inverno de 1960, onde terminaram na décima primeira posição.
Hadley morreu no acidente com o voo Sabena 548 nas imediações do Aeroporto de Bruxelas, quando viajava junto com a delegação dos Estados Unidos para disputa do Campeonato Mundial que iria acontecer em Praga, na Tchecoslováquia.

## Principais resultados

### Duplas com Ray Hadley, Jr.
| Resultados                                            | Resultados        | Resultados        | Resultados       | Resultados    | Resultados    | Resultados    | Resultados    | Resultados    | Resultados    | Resultados    | Resultados    | Resultados    | Resultados    | Resultados    |
| Internacional                                         | Internacional     | Internacional     | Internacional    | Internacional | Internacional | Internacional | Internacional | Internacional | Internacional | Internacional | Internacional | Internacional | Internacional | Internacional |
| Evento/Temporada                                      | 1958– 1959        | 1959– 1960        | 1960– 1961       |               |               |               |               |               |               |               |               |               |               |               |
| ----------------------------------------------------- | ----------------- | ----------------- | ---------------- | ------------- | ------------- | ------------- | ------------- | ------------- | ------------- | ------------- | ------------- | ------------- | ------------- | ------------- |
| Jogos Olímpicos                                       |                   | 11.ª              |                  |               |               |               |               |               |               |               |               |               |               |               |
| Campeonato Mundial                                    |                   | 12.ª              |                  |               |               |               |               |               |               |               |               |               |               |               |
| Campeonato Norte-Americano                            |                   |                   | 4.ª              |               |               |               |               |               |               |               |               |               |               |               |
| Nacional                                              |                   |                   |                  |               |               |               |               |               |               |               |               |               |               |               |
| Campeonato dos Estados Unidos                         | Medalha de peltre | Medalha de bronze | Medalha de prata |               |               |               |               |               |               |               |               |               |               |               |
|                                                       |                   |                   |                  |               |               |               |               |               |               |               |               |               |               |               |
| Legenda: Competição não foi disputada nesta temporada |                   |                   |                  |               |               |               |               |               |               |               |               |               |               |               |

### Dança no gelo com Ray Hadley, Jr.
| Resultados                             | Resultados       | Resultados       | Resultados | Resultados | Resultados | Resultados | Resultados | Resultados | Resultados | Resultados | Resultados | Resultados | Resultados | Resultados |
| Nacional                               | Nacional         | Nacional         | Nacional   | Nacional   | Nacional   | Nacional   | Nacional   | Nacional   | Nacional   | Nacional   | Nacional   | Nacional   | Nacional   | Nacional   |
| Evento/Temporada                       | 1959– 1960       | 1960– 1961       |            |            |            |            |            |            |            |            |            |            |            |            |
| -------------------------------------- | ---------------- | ---------------- | ---------- | ---------- | ---------- | ---------- | ---------- | ---------- | ---------- | ---------- | ---------- | ---------- | ---------- | ---------- |
| Campeonato dos Estados Unidos – Júnior | Medalha de prata | Medalha de prata |            |            |            |            |            |            |            |            |            |            |            |            |
|                                        |                  |                  |            |            |            |            |            |            |            |            |            |            |            |            |